# Abelha Maia (anime)
Abelha Maia (みつばちマーヤの冒険, Mitsubachi Māya no Bōken, lit. As Aventuras de Maya a Abelha) foi uma série de anime nipo-germânica produzida pelo estúdio de animação Nippon Animation (anteriormente conhecido como Zuiyo Enterprise).

## Episódios
A primeira série é composta por 52 episódios e a segunda por outros 52 episódios.

## Transmissão Original

### Japão

#### 1ªsérie
A série foi originalmente transmitida no Japão entre 1 de abril de 1975 até 20 de abril de 1976 no canal TV Asahi (antigamente denominado NET). A série foi baseada na literatura infantojuvenil clássica As Aventuras da Abelha Maia de Waldemar Bonsels em 1912, o anime tornou-se extremamente popular na Europa e foi retransmitido em vários países desde a sua estreia.

#### 2ªsérie
A segunda série da Abelha Maia, intitulada Shin Mitsubachi Māya no Bōken (新みつばちマーヤの冒険; lit. As Novas Aventuras de Maya a Abelha), foi coproduzida em 1979 entre o estúdio de animação japonês Nippon Animation e o estúdio austro-germânico Apollo Film, Wien. A segunda série estreou em primeiro lugar na Alemanha no canal ZDF, entre 1 de setembro de 1979 até 13 de setembro de 1980. A segunda série era muito diferente da primeira, que durou em torno de 26 episódios, não era muito popular e não estreou no Japão até outubro de 1982, no canal TV Osaka, e encerrou suas transmissões em setembro de 1983.

## Adaptação
Em 2012, o Nickelodeon estreou a nova série com versão em 3D, mais tarde estreou na RTP2 em 2013 no espaço infantil Zig Zag e estreou no Canal Panda em 2015.
No Brasil, a nova versão em 3D da Abelha Maia foi exibida no Disney Junior em 2013.
Um filme em 3D foi também produzido pouco tempo depois do fim da série em 3D. A série clássica não teve filme.

## Música
A versão mais famosa do tema de abertura para este desenho foi o de 1976, que foi composta por Karel Svoboda (que também compôs o genérico e o encerramento de Vickie, o Viking) com as letras escritas por Florian Cusano e performada por Karel Gott nos idiomas Alemão, Checo e Eslovaco. Esta música foi usada também nos outros países europeus, com letras traduzidas da abertura. Até hoje, continua ser uma canção bem conhecida na Alemanha, com Karel Gott performando muitas vazes ao vivo. Em Portugal, o genérico foi cantado por cantores profissionais, Ágata e Tozé Brito. O genérico é bem popular e ainda cantado por muitos adultos, quando se lembram, com nostalgia da série.

## Personagens e enredo

### Personagens
Maia: A protagonista titular da série. Curiosa, irriequeta e às vezes travessa. Nada a para, mete-se em sarilhos e é capaz até de sorrir nas piores situações e de arriscar a sua própria vida para ver o que lhe rodeia. 
Flip: O gafanhoto principal da série. É como um explicador para Maia e Willy, visto que quando têm dúvidas é a ele a quem recorrem. Ele não gosta de trabalhar e vive a apreciar a vida e não gosta de complicações. Embora Flip possua um caráter pacato e imaturo, ele revela inteligência e algumas vezes ajuda os mais fracos da série, especialmente a Maia. No episódio "O Flip cai na armadilha" é revelado que antes de Maia e Willy nascerem chegou a namorar e teve problemas na escola, além de que noutra ocasião é revelado que tem um irmão-gémeo chamado Flap. Tem um grande talento para cozer folhas, criando assim casas para si próprio. 
Willy: O melhor amigo de Maia, e o seu oposto. É tímido, preguiçoso e um pouco cobarde. Tal como a Dª Cassandra, também gosta que tudo esteja calmo ao seu redor. Ele é secretamente apaixonado por Maia e nunca a larga. Num episódio da série clássica (e até no filme de 2015) é revelado que Willy é quatro anos mais velho que Maia. 
D. Cassandra: A professora da colmeia de Maia. Já na meia-idade, possui um sotaque austríaco e fortes conhecimentos em ciências naturais. Quando não está a dar aulas serve como aliada à rainha. Madura e trabalhadora, educa e ensina aos alunos os perigos e o comportamento dos insetos e dos mamíferos. Ela leva o seu trabalho a sério e sempre que os seus alunos seu portam mal castiga-os com sermões. Ela ressona enquanto dorme.
Kurt: Forte e comilão. Simpatiza-se com toda à gente e carrega as coisas mais pesadas. Ele arranja maneira de se ocupar, mas às vezes não abunda muito da inteligência. Como ele é um escaravelho, ele usa alguns utensílio de mau cheiro, o que faz com que às vezes muitos prefiram ficar longe dele. 
Tekla: A principal antagonista da série. Já idosa, detesta que lhe destruam a teia e vive a vida a desprezar tudo e todos. Ela alimenta-se das presas que caem na sua teia, mas é sempre impedida por elas próprias. Os seus dotes em culinária são altos. 

### Enredo
A história gira em torno de Maia, uma jovem abelha curiosa, aventureira, pouco volúvel e despreocupada, e suas aventuras na floresta ao seu redor. Maia nasceu em uma colmeia de abelhas durante uma agitação interna: a colmeia estava dividindo-se em duas novas colônias. Maia é criada por sua professora, a D. Cassandra. Apesar das advertências da D. Cassandra, Maia quer explorar o vasto mundo e comete o crime imperdoável de deixar a colmeia, tornando-se assim, uma "vagabunda" que deixou as aulas da D. Cassandra e o seu futuro de abelha operária para se divertir com os amigos. Durante suas aventuras, Maia, agora no exílio, faz amizade com outros insetos e vários perigos com eles. Os seus melhores amigos são o zangão Willy e o gafanhoto Flip e a sua maior inimiga é a Aranha Tecla. À medida que o tempo vai passando ela vai aprendendo de uma maneira prática os perigos e os valores da floresta. 
Nos dois últimos episódios da série, Maia é capturada e feita prisioneira pelas vespas, inimigos jurados das abelhas. Prisioneira das vespas, Maia descobre um plano para atacar sua colmeia nativa. Maia é confrontada com a decisão, e quer voltar à colmeia e sofre do seu devido castigo, salvando a colmeia, ou deixa o plano sem aviso prévio, poupando-se, mas destruindo a colmeia. Como seria de esperar, Maia, após uma ponderação grave, toma a decisão de voltar, porém, o tempo passou e a colmeia não a reconhece, por essa razão é mal recebida, até chegar D. Cassandra que é a única que a reconhece, imediatamente é levada à rainha. Maia anuncia à rainha e à D. Cassandra o ataque das vespas e é, totalmente inesperada, perdoados. As abelhas prevenindo triunfar sobre o ataque de força das vespas. Maia, agora uma heroína da colmeia, devido à sua experiência e sabedoria, Maia torna-se uma professora e D. Cassandra reforma-se. A série termina com Maia a dar a sua primeira aula, deixando os seus amigos Willy e Flip orgulhosos.

## Distribuição Internacional
A série teve uma grande popularidade em vários países e idiomas como o: Espanhol na América Latina como La Abeja Maya, em Portugal como Abelha Maia, em Galego como A Abella Maia, em Catalão como L'abella Maia, em Italiano como L'ape Maia e na Checoslováquia como Včelka Mája (Tcheco) / Včielka Maja (Eslovaco). A série também foi lançado em Grego (Μάγια η Μέλισσα), Esloveno (Čebelica Maja), Macedônio  (Пчеличката Маја), Holandesa (Maja de Bij), Finlandês (Maija Mehiläinen), Francês (Maya l'Abeille), Polaco (Pszczółka Maja), Croata/Sérvio/Bósnio (Pčelica Maja), Búlgaro (Пчеличката Мая), Russo (Пчелка Майя), Turco (Arı Maya), Húngaro (Maja, a méhecske), Hebraico (Ha-Devorah Maya-הדבורה מאיה), Árabe (Zina, زينة), Alemão (Die Biene Maja), Chinês (玛亚历险记), Coreano (마야 붕붕 ou 꿀벌 마야의 모험), entre outras línguas.
A história em quadrinhos baseada na série de TV foi produzida pela editora alemã Verlag Bastei e traduzida/publicada em vários países do mundo. Foi desenhada alternadamente pelo estúdio Ortega (de Barcelona) e Atelier Roche (de Munique), que também realizou os volumes de ilustrações para livros e diversos artigos de comercialização entre 1976.

### Portugal
Em Portugal, as séries As Aventuras da Abelha Maia e As Novas Aventuras da Abelha Maia foram transmitidas pela RTP1 de 1978 até 1983, com uma dobragem portuguesa produzida pela Nacional Filmes. O genérico foi cantado por Ágata (na altura Fernanda, e tinha apenas 19 anos de idade) e o Tozé Brito e as vozes dos bonecos foram feitas por atores portugueses como Canto e Castro, Carmen Santos, Irene Cruz, Ermelinda Duarte e João Perry. A dobragem portuguesa teve como base a versão espanhola, podendo isso ser visto pelo tema do genérico, onde os coros espanhóis podem ser ouvidos no final da canção, versão que, por sua vez, foi baseada na versão alemã.  
Até aos dias de hoje, a comunicação social aponta A Abelha Maia como um fenómeno diferente daquilo que preenchia a programação naquela época. Apesar do sucesso que a Pantera Cor de Rosa tinha nos anos 70 entre os mais pequenos devido à mudez em quase todos os episódios, quase a totalidade dos desenhos animados daquela década ainda eram legendados, a verba para as dobragens portuguesas era mais baixa e os animés que se encontravam em português continham temas realistas e dramáticos. Naquela altura, o departamento infanto-juvenil que recebeu o animé para passar na RTP estava sob a responsabilidade da escritora Maria Alberta Menéres.  
Apesar da primeira coleção de cassetes da Abelha Maia ter só aparecido na década de 1990, na década de 1970 e 1980 existiam outros materiais de entretenimento da série quando não estava a passar na televisão portuguesa. Cadernetas de cromos, revistas infantis e uma edição/coleção de banda desenhada também esteve temporariamente disponível. Nos anos 90 e 2000 o desenho ficou ausente da televisão portuguesa. Mas o sucesso ainda se foi salvando um pouco com VHS (e em 2004 entrou em DVD). Dois anos depois da estreia na nova Abelha Maia em 3d, a SIC readquiriu a série dos anos 70 e transmitiu-a na SIC K em 2014 para os clientes MEO.  

#### Brasil
Embora o livro de Waldemar Bonsels tenha chegado ao Brasil, o anime foi proibido de ser transmitido no país nos anos 80, por razões desconhecidas.[carece de fontes?] Em 2013, a novo desenho em 3D foi transmitido no Disney Junior e ainda disponibilizado na Netflix. Já as série Vickie, o Viking, Heidi e Marco (desenhos animados da mesma empresa e distribuição) foram transmitidos na época.

## Dobragem Portuguesa
- Maia - Carmen Santos,[3]